# Stała Komisja Kompozycji Szachowej FIDE
Stała Komisja Kompozycji Szachowej FIDE (ang. Pernament Comission for Chess Compositions, PCCC ) – oficjalny organ Międzynarodowej Federacji Szachowej.
Komisja organizuje kongresy, mistrzostwa i przyznaje tytuły międzynarodowe w kompozycji szachowej. Każdy kraj członkowski reprezentowany jest w niej przez jednego delegata.
PCCC powstała w 1956. Wcześniej tę samą rolę pełniła Komisja FIDE do spraw problemistyki IPB (ang. International Problem Board).
W 2010 zmieniono nazwę z Pernament Comission for Chess Compositions na World Federation for Chess Compositions.